# Ptychomitrium incurvum
Ptychomitrium incurvum là một loài rêu trong họ Ptychomitriaceae. Loài này được (Schwägr.) Spruce mô tả khoa học đầu tiên năm 1849.